# おおよど (護衛艦)
おおよど（ローマ字：JS Oyodo, DE-231）は、海上自衛隊の護衛艦。あぶくま型護衛艦の3番艦。艦名は大淀川に由来し、この名を受け継いだ日本の艦艇としては、旧海軍の「大淀」に続き2代目にあたる。

2022年12月に公表された防衛力整備計画で、2027年度までに除籍することが発表された。

2025年7月、本艦含むあぶくま型全艦をフィリピンへ輸出することで日比両政府が一致した認識を持っていることが報じられた。
本記事は、本艦の艦歴について主に取り扱っているため、性能や装備等の概要についてはあぶくま型護衛艦を参照されたい。

## 艦歴
「おおよど」は、中期防衛力整備計画に基づく昭和62年度計画1,900トン型乙型護衛艦1231号艦として、三井造船玉野事業所で1989年3月8日に起工され、1989年12月19日に進水、1990年7月19日に公試開始、1991年1月23日に就役し、佐世保地方隊第34護衛隊に編入された。
1991年6月20日、佐世保地方隊隷下に第39護衛隊が新編され、「せんだい」とともに編入された。
1997年3月24日、隊番号の改正により第39護衛隊が第26護衛隊に改称。
1999年1月14日、倉島岸壁係留中午前11時11分に油送船「よし丸」(19トン)が左舷中央部に衝突し破口を生ずる事故が起きる。
2008年3月26日、自衛艦隊の大改編により第26護衛隊が第16護衛隊に改称され、護衛艦隊隷下に編成替え。
2011年3月11日に発生した東北地方太平洋沖地震による東日本大震災に対し、災害派遣のため横須賀から緊急出港する。
2011年3月16日、第16護衛隊が廃止となり第15護衛隊に編入され、定係港が大湊となり、同地に転籍。
2012年9月21日、ウラジオストク港とその周辺海域で実施される日露捜索・救難共同訓練に参加するため出航し、同月23日にウラジオストク港に入港、護衛艦「ありあけ」と共に同月26日に訓練を実施し、同月28日に帰港した。
2019年3月20日午前、東シナ海の公海上（上海の南約410kmの沖合）で北朝鮮船籍のタンカー「YU SON（ユソン）号」（IMO番号：8691702）と「秦皇島」（秦皇島（シンコウトウ）は，中国・河北省秦皇島市を意味する）との表示がある船籍不明の小型船舶が、国連安保理決議で禁止されている「瀬取り」とみられる作業を行っていたことを確認した。
なお「YU SON号」は、2018年3月に国連安保理北朝鮮制裁委員会から資産凍結・入港禁止の対象に指定された船舶であり、同日深夜にも別の船舶と瀬取り行為を行っているのを海上自衛隊第1海上補給隊所属の補給艦「ときわ」が現認している。
2020年、低視認性塗装（ロービジビリティー Low-visibility 略してロービジとも）へ塗装変更。その内容としては、煙突頂部の汚れを目立たなくするための黒帯の廃止、艦番号及び艦名の灰色化かつ無影化、艦橋上の対空表示（航空機に対し艦番号下2桁を表示するための塗装）の消去。
2022年12月に公表された防衛力整備計画で、2027年度までに除籍することが発表された。
2023年4月4日20時頃、与那国島の南約60kmの海域において、同海域を北西進する中国海軍のルーヤンⅡ級ミサイル駆逐艦（艦番号150）を確認した。その後、当該艦艇が与那国島と台湾との間の海域を北上した後、翌日に魚釣島の西約70kmの海域を北上したことを確認するまでの間、第1航空群所属のP-1哨戒機、第5航空群所属のP-3C哨戒機と共に、警戒監視・情報収集を行った。なお、当該艦は、同年4月3日に沖縄本島と宮古島との間の海域を南下したものと同一であった。
同年4月5日22時頃、与那国島の南約80kmの海域において、同海域を北西進するジャンカイⅡ級フリゲート（艦番号599）を確認した。その後、当該艦艇が与那国島と台湾との間の海域を北上した後、翌日に魚釣島の西約80kmの海域を北上したことを確認するまでの間、第1航空群所属のP-1哨戒機、第5航空群所属のP-3C哨戒機と共に、警戒監視・情報収集を行った。なお、当該艦は、同年4月3日に沖縄本島と宮古島との間の海域を南下したものと同一であった。
同年10月4日、大湊地方総監部とともに秋田沖において海上保安庁との共同訓練を実施した。海上保安庁からは第二管区海上保安本部、巡視船「しんざん」・「つるぎ」、巡視艇「すぎかぜ」、固定翼機（ビーチ350）、無操縦者航空機（シーガーディアン）が参加し、訓練項目は重要施設等に向かう不審船を想定した情報共有訓練、共同追跡・監視訓練、停船措置訓練。
2025年2月6日、熊野灘において、護衛艦「ちくま」とともに海上保安庁との共同訓練に参加した。海上保安庁からは第四管区海上保安本部、巡視船「すずか」が参加し、情報共有訓練、護衛艦と巡視船の運動要領等に関する訓練を実施した。
2025年7月、本艦含むあぶくま型全艦をフィリピンへ輸出することで日比両政府が一致した認識を持っていることが報じられた。

現在は、護衛艦隊第15護衛隊に所属し、定係港は大湊である。

### 歴代艦長
| 代 | 氏名       | 在任期間              | 出身校・期            | 前職                                     | 後職                                         | 備考                               |
| -- | ---------- | --------------------- | --------------------- | ---------------------------------------- | -------------------------------------------- | ---------------------------------- |
| 01 | 今村修二   | 1991.1.23 - 1992.8.9  | 防大15期              | おおよど艤装員長                         | 海上自衛隊第1術科学校総務課長                |                                    |
| 02 | 河野克俊   | 1992.8.10 - 1993.8.26 | 防大21期              | 海上幕僚監部防衛部防衛課                 | 海上幕僚監部防衛部防衛課                     |                                    |
| 03 | 小川眞澄   | 1993.8.27 - 1994.8.29 | 防大15期              | 第1海上訓練指導隊                        | 運用開発隊開発第2科長                        | 3等海佐                            |
| 04 | 松原研二   | 1994.8.30 - 1995.8.6  | 東海大学・ 28期幹候   | 海上幕僚監部人事教育部人事課             | 海上自衛隊幹部候補生学校 第1学生隊長 兼 教官 |                                    |
| 05 | 久野敬市   | 1995.9.7 - 1996.8.19  | 防大24期              | 第62護衛隊                               | 東京業務隊付                                 |                                    |
| 06 | 白土雅彦   | 1996.8.20 - 1997.7.31 | 防大20期              | くらま船務長                             | あまぎり艦長                                 |                                    |
| 07 | 德丸伸一   | 1997.8.1 - 1998.8.2   | 防大25期              | 統合幕僚会議事務局                       | 海上幕僚監部防衛部防衛課                     |                                    |
| 08 | 山田 昇    | 1998.8.3 - 1999.8.1   |                       | 開発指導隊群司令部幕僚                   | 第4海上訓練指導隊砲術科長                    |                                    |
| 09 | 大塚嘉徳   | 1999.8.2 - 2000.8.31  |                       | 海上幕僚監部人事教育部厚生課             | あさぎり艦長                                 | 就任時3等海佐 2000.7.1 2等海佐昇任 |
| 10 | 永井澄生   | 2000.9.1 - 2001.8.5   | 防大27期              | 海上幕僚監部防衛部運用課                 | 東京業務隊付                                 |                                    |
| 11 | 深堀眞人   | 2001.8.6 - 2002.6.30  |                       | 佐世保基地業務隊補充部付                 | 海洋業務群司令部幕僚                         |                                    |
| 12 | 山本克也   | 2002.7.1 - 2003.7.23  | 防大26期              | 海上自衛隊幹部学校付                     | 海上幕僚監部防衛部指揮通信課                 |                                    |
| 13 | 隈部秀彦   | 2003.7.24 - 2005.3.24 |                       | 佐世保海上訓練指導隊付                   | 舞鶴海上訓練指導隊船務航海科長               |                                    |
| 14 | 三上大二   | 2005.3.25 - 2006.3.30 | 防大32期              | ひえい砲雷長                             |                                              |                                    |
| 15 | 西村高志   | 2006.3.31 - 2007.3.25 | 早稲田大学・ 39期幹候 | 海上幕僚監部法務室 兼 海上自衛隊幹部学校 | 海上自衛隊幹部学校                           |                                    |
| 16 | 内藤裕之   | 2007.3.26 - 2008.3.25 | 防大29期              | 海上自衛隊第1術科学校教官                | 佐世保地方総監部管理部 人事課長              |                                    |
| 17 | 宇仁健一郎 | 2008.3.26 - 2009.8.19 | 防大34期              | 統合幕僚監部運用部運用第1課              | 佐世保地方総監部管理部 総務課長              |                                    |
| 18 | 小幡哲也   | 2009.8.20 - 2010.8.16 | 防大35期              | ちょうかい砲雷長                         | 海上自衛隊幹部学校                           |                                    |
| 19 | 本山勝善   | 2010.8.17 - 2011.7.31 | 防大34期              | ひゅうが船務長                           | 護衛艦隊司令部幕僚                           |                                    |
| 20 | 加茂義永   | 2011.8.1 - 2012.7.31  |                       | 海上幕僚監部人事教育部厚生課             | 東京業務隊付                                 |                                    |
| 21 | 二瓶 篤    | 2012.8.1 - 2014.3.23  |                       | システム通信隊群司令部幕僚               | 舞鶴システム通信隊司令                       |                                    |
| 22 | 大島信吾   | 2014.3.24 - 2015.3.22 | 防大37期              | 自衛艦隊司令部                           | 海上自衛隊第1術科学校主任教官                |                                    |
| 23 | 目賀田瑞   | 2015.3.23 - 2016.3.24 |                       | 第4護衛隊群司令部                        | 海上幕僚監部人事教育部補任課                 |                                    |
| 24 | 佐藤吉範   | 2016.3.25 - 2017.3.20 | 防大37期              | ましゅう副長                             |                                              |                                    |
| 25 | 仲井大介   | 2017.3.21 - 2018.3.19 | 防大41期              | 電子情報支援隊研究指導科長               | 海上自衛隊幹部学校付                         | 2018.1.1 1等海佐昇任               |
| 26 | 大樂健太郎 | 2018.3.20 - 2019.7.31 | 防大45期              | とわだ副長                               | 海上自衛隊幹部候補生学校主任教官             |                                    |
| 27 | 石井裕之   | 2019.8.1 - 2020.8.2   |                       | 艦艇開発隊                               | はるさめ艦長                                 |                                    |
| 28 | 平山俊弘   | 2020.8.3 - 2022.3.9   |                       | 海上訓練指導隊群司令部幕僚               | 横須賀海上訓練指導隊砲雷科長                 |                                    |
| 29 | 泉 敦      | 2022.3.10 - 2023.7.0  |                       | かしま副長                               |                                              |                                    |
| 30 | 河野大輔   | 2023.7.00 - 2024.9.00 |                       |                                          |                                              |                                    |
| 31 | 池上 徹    | 2024.9.00 -           |                       |                                          |                                              |                                    |

## ギャラリー

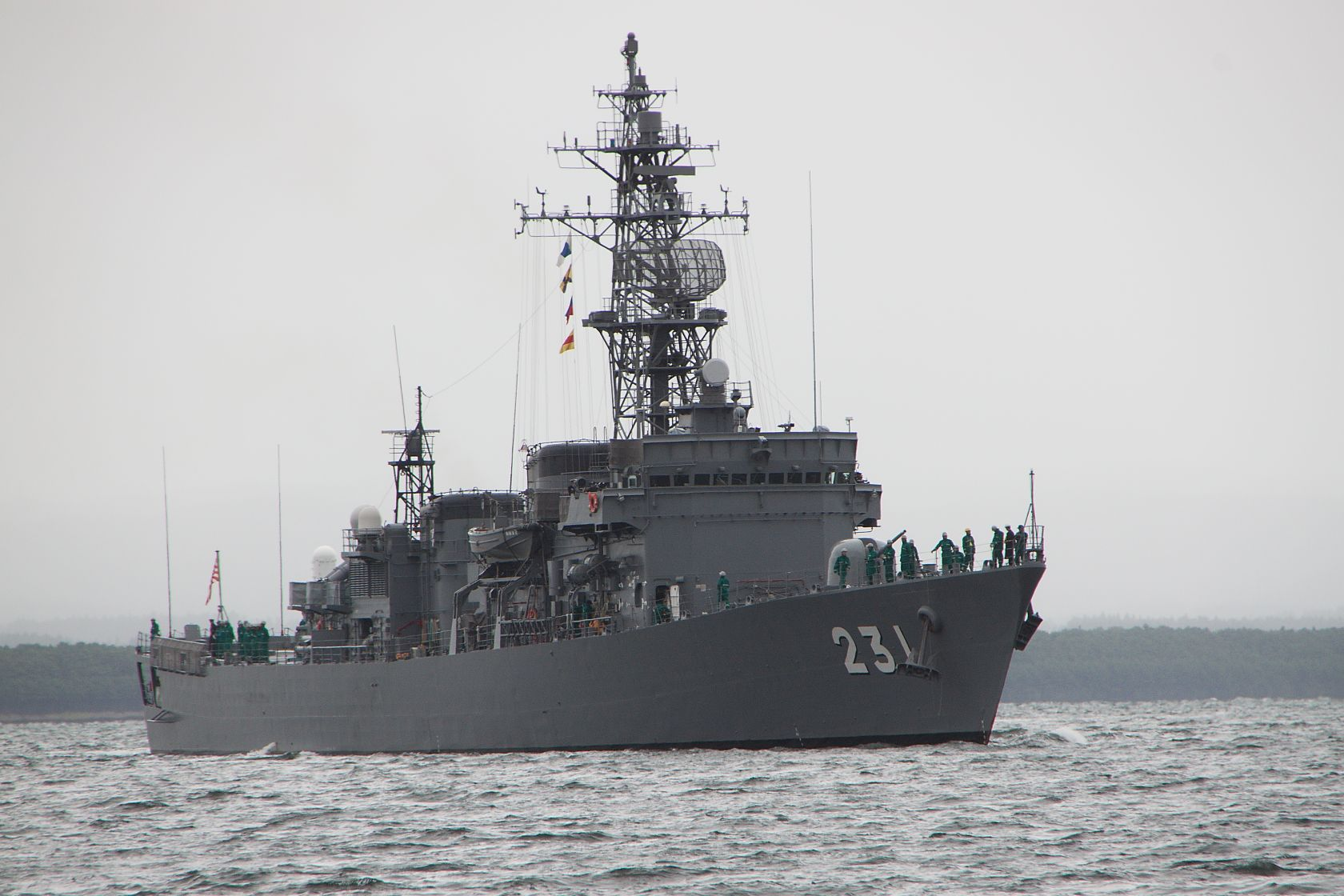
大湊湾にて
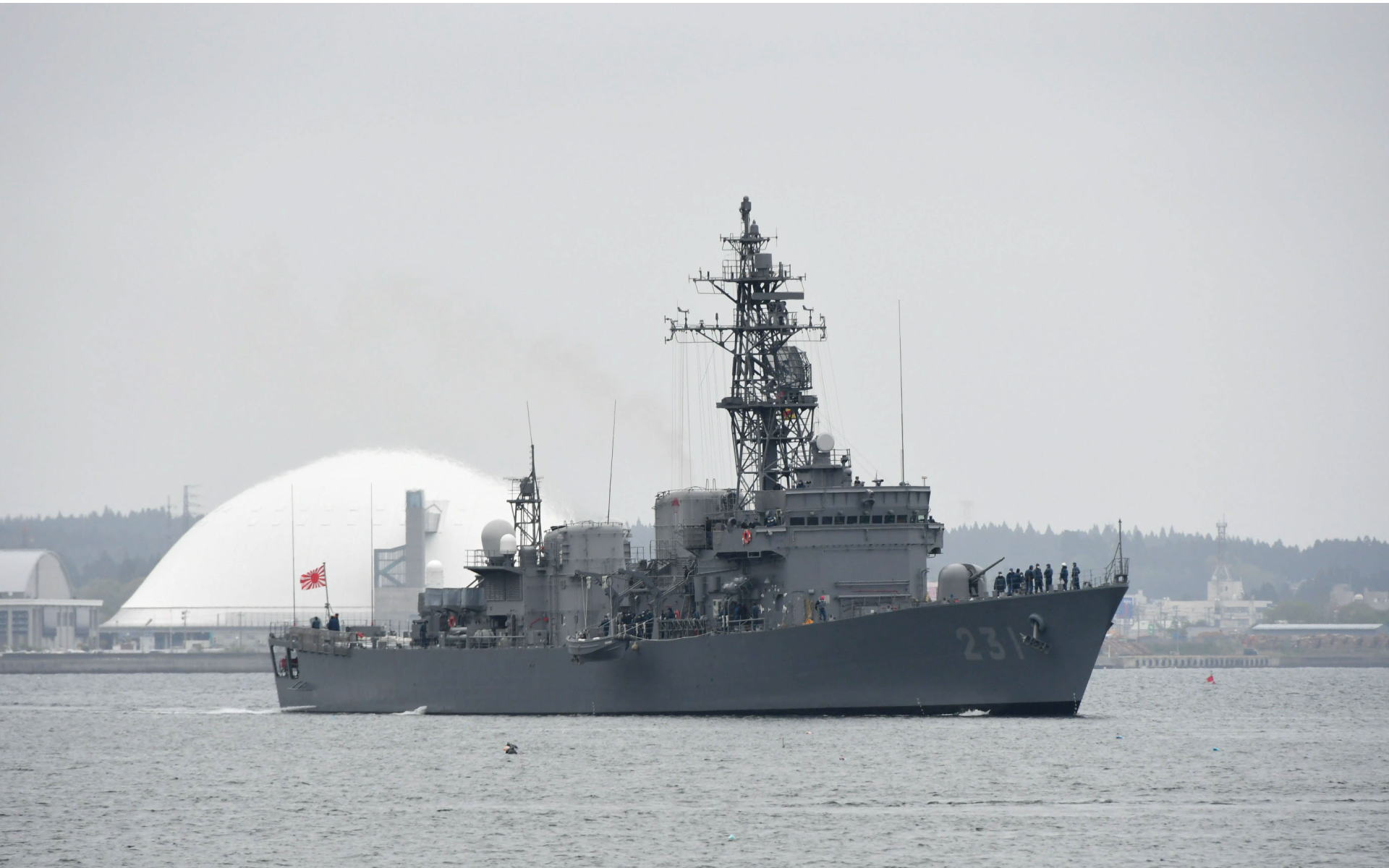
定期修理を終え、ロービジ塗装となって大湊に入港する「おおよど」
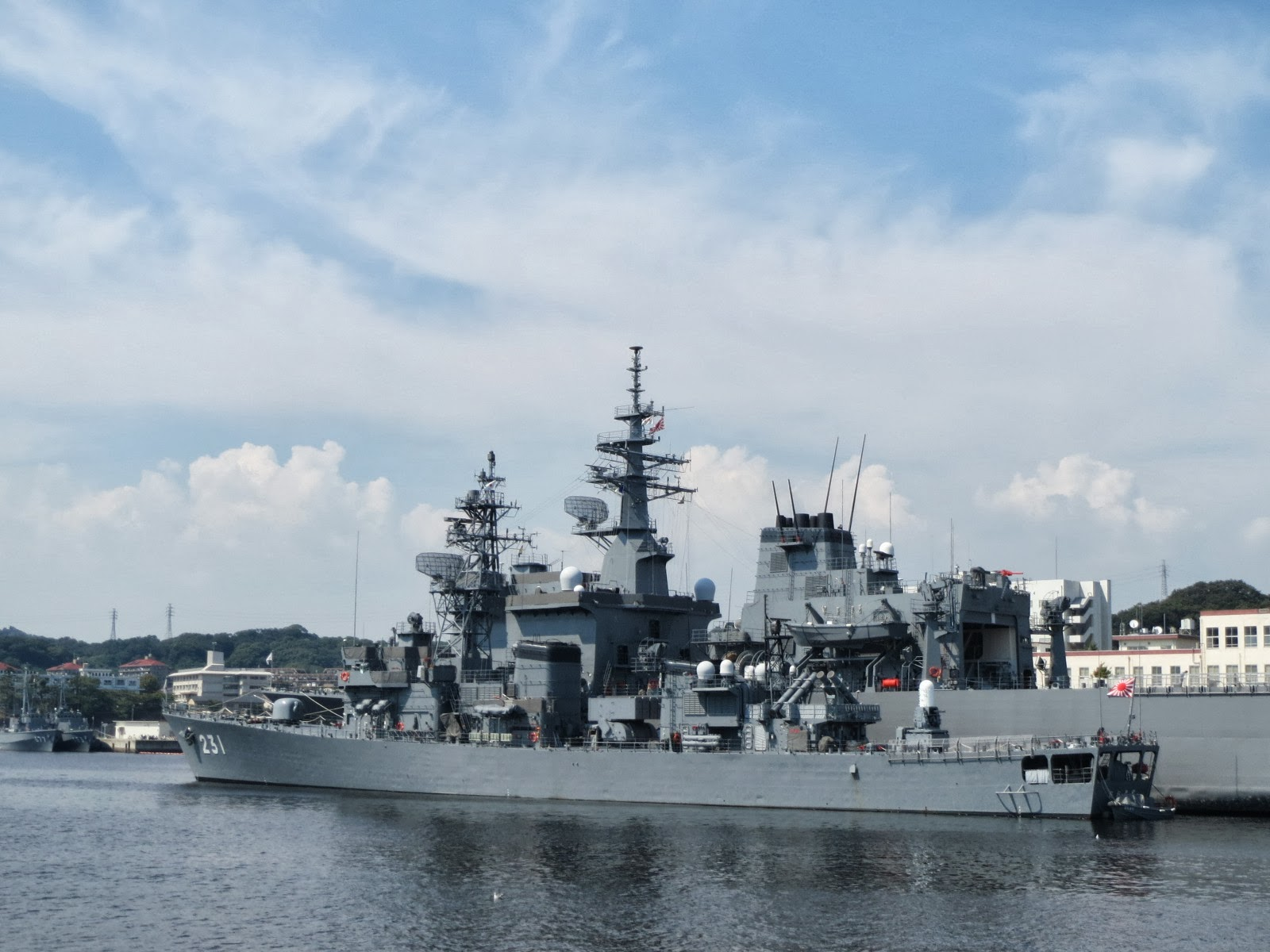
横須賀港（船越）に停泊中 奥は掃海母艦「うらが」
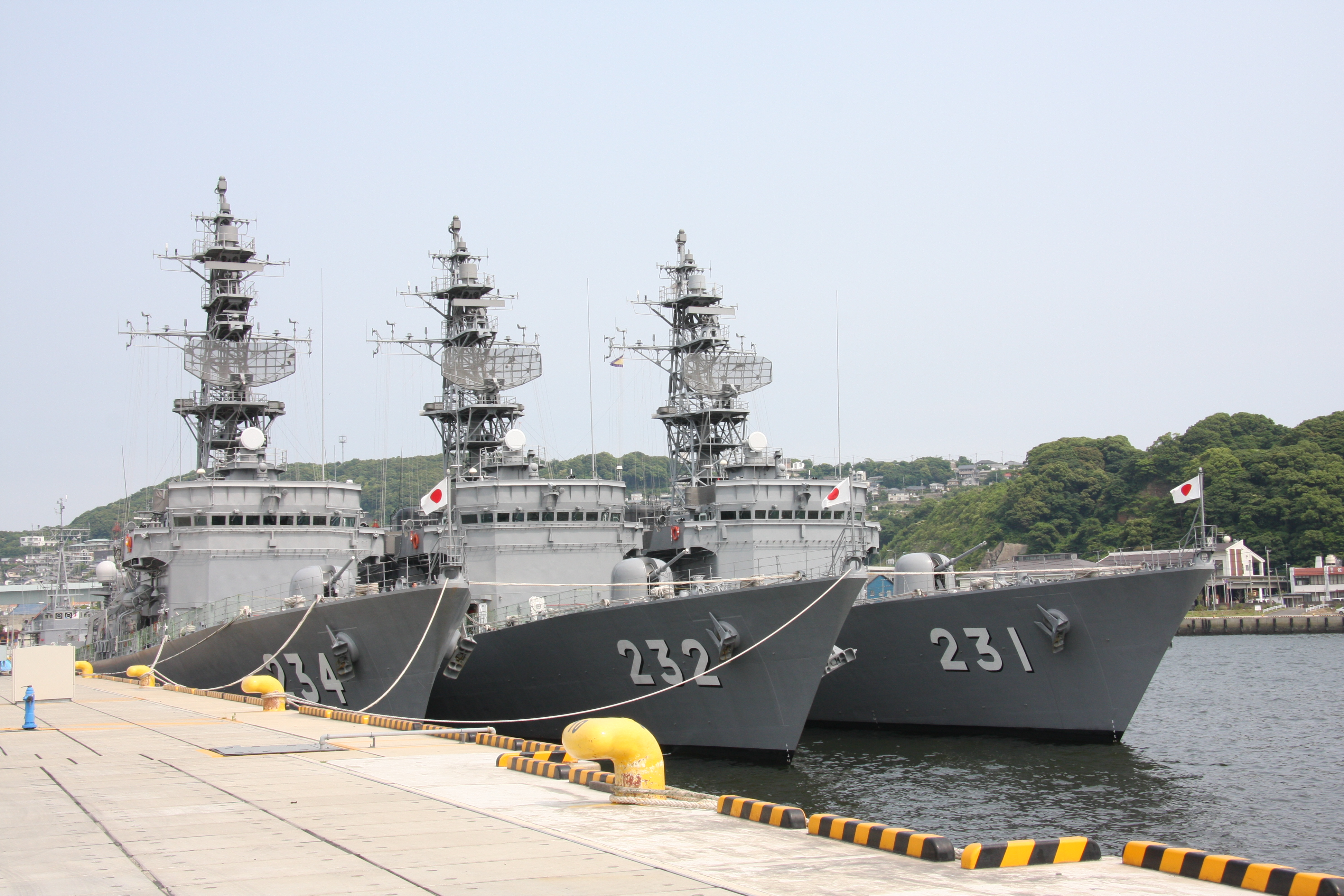
左からあぶくま型「とね」 「せんだい」「おおよど」
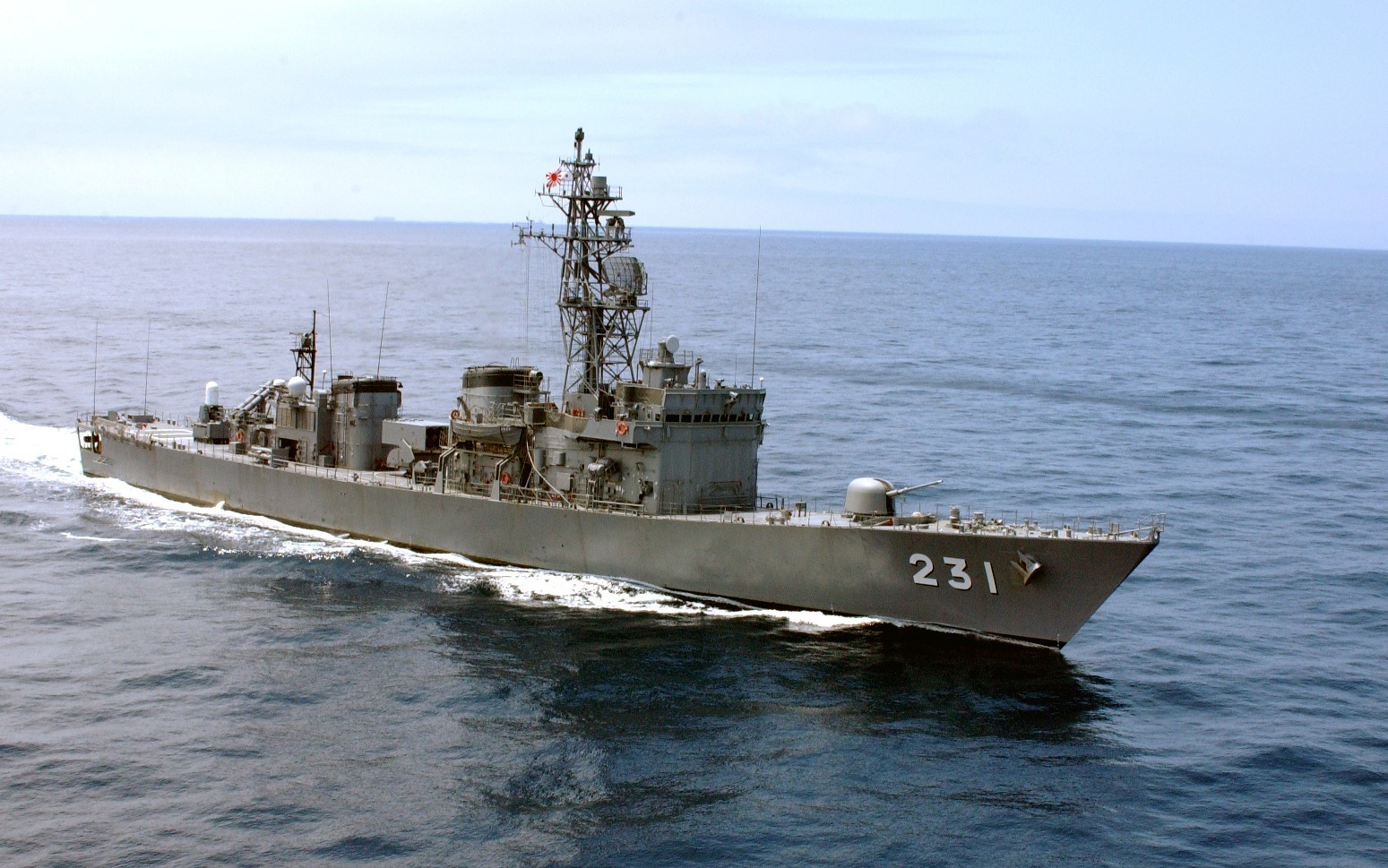
洋上を往く「おおよど」